# Filialkirche Knappenberg

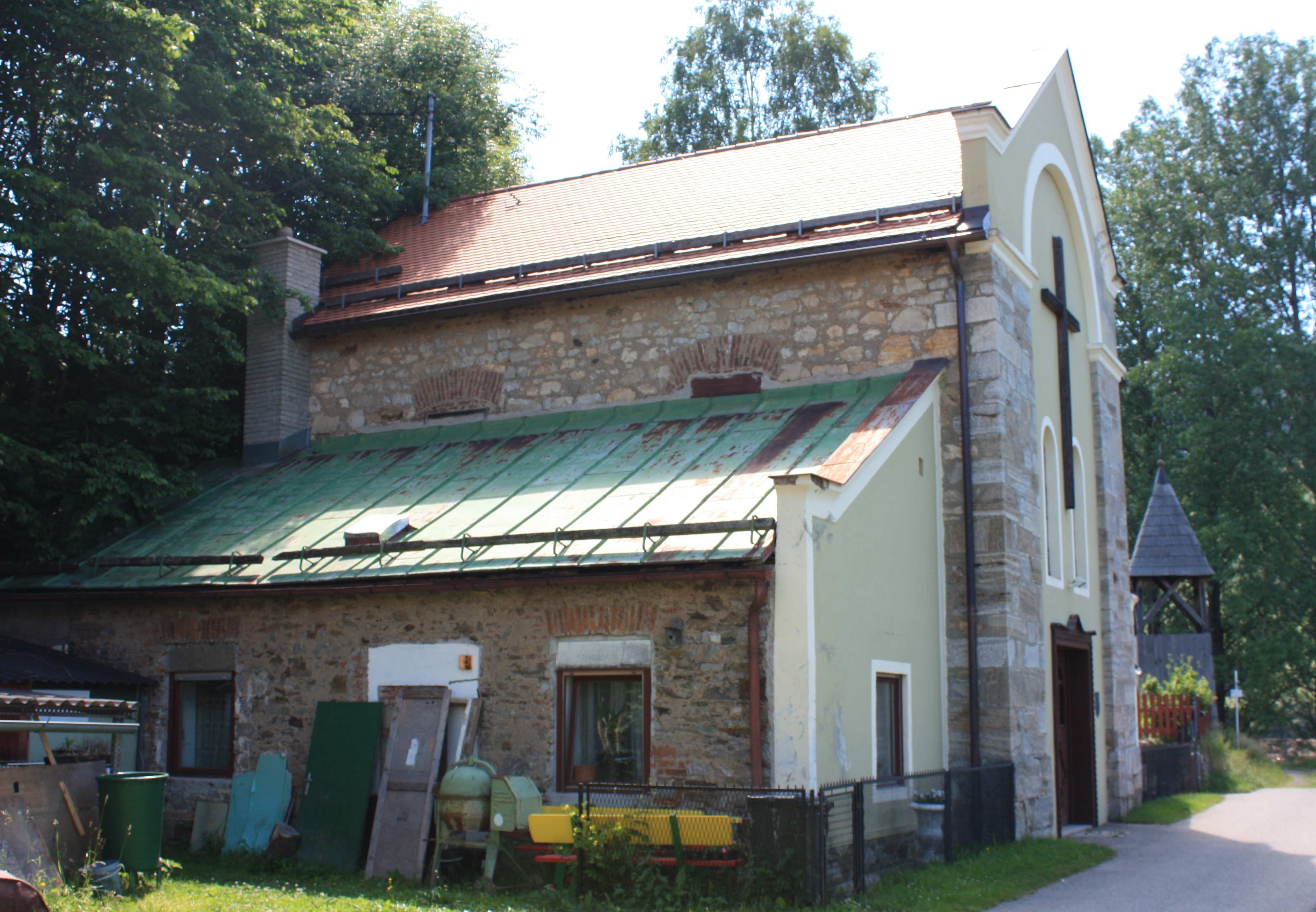
Barbarakirche mit Glockenturm im Hintergrund

Die Filialkirche Knappenberg steht in 1072 Meter Höhe in Knappenberg in der Gemeinde Hüttenberg. Die der heiligen Barbara geweihte Kirche wurde 1928 als Filiale der Pfarre Hüttenberg eingerichtet.

## Beschreibung
Das Kirchengebäude ist ein ehemaliges Bremshaus aus dem 19. Jahrhundert mit seitlichen Zubauten. Der freistehende hölzerne Glockenturm diente früher als Schichtturm.  Im Inneren zeigt sich die Kirche als großer flachgedeckter Raum, der durch einen nur wenig eingestellten Triumphbogen gegliedert ist. Die Ausstattung stammt zum Teil aus der Umbauzeit. An der Stirnwand des Altarraumes ist eine spätbarocke Kreuzigungsgruppe angebracht. Das Gemälde des heiligen Nikolaus ist vermutlich ein ehemaliges Altarbild aus der Pfarrkirche Hüttenberg. Weiter besitzt die Kirche zwei Bilder der heiligen Barbara, ein großes von 1862 und ein kleines um 1800 entstandenes mit Szenen aus dem Bergbau.